# Shiferaw Tekle Mariam
République fédérale démocratique d'Éthiopie
Shiferaw Tekle Mariam (ge'ez : ሽፈራው ተክለ ማሪያም) est un des 112 membres de la Chambre de la fédération éthiopienne. Il est un des 54 conseillers de l'État des nations, nationalités et peuples du sud et représente le peuple Hadiya.
Après avoir été ministre de la santé, il devient en 2008 ministre des affaires étrangères,.
En 2023, il est responsable de la Commission éthiopienne nationale de management du risque de désastre (EDRMC).